# GM-5955
GM-5955 (ros. ГМ Гусеничная машина) – siedmiokołowe, ciężkie uniwersalne podwozie gąsiennicowe z serii podwozi GM, stosowanych w różnych typach uzbrojenia Rosji, produkowane przez Zakład Budowy Maszyn w Mytiszczi od 1992 do 2009, a od 2009 przez firmę Mietrowagonmasz. Było pochodną konstrukcji sześciokołowych używanych np. w zestawach przeciwlotniczych 9K37 Buk i 2K22 Tunguska. Podwozie zostało zastosowane do budowy m.in. zmodernizowanego systemu 9K331M Tor-M1 (ros.Top-M1) i 1Ł260 Zoopark-1M.

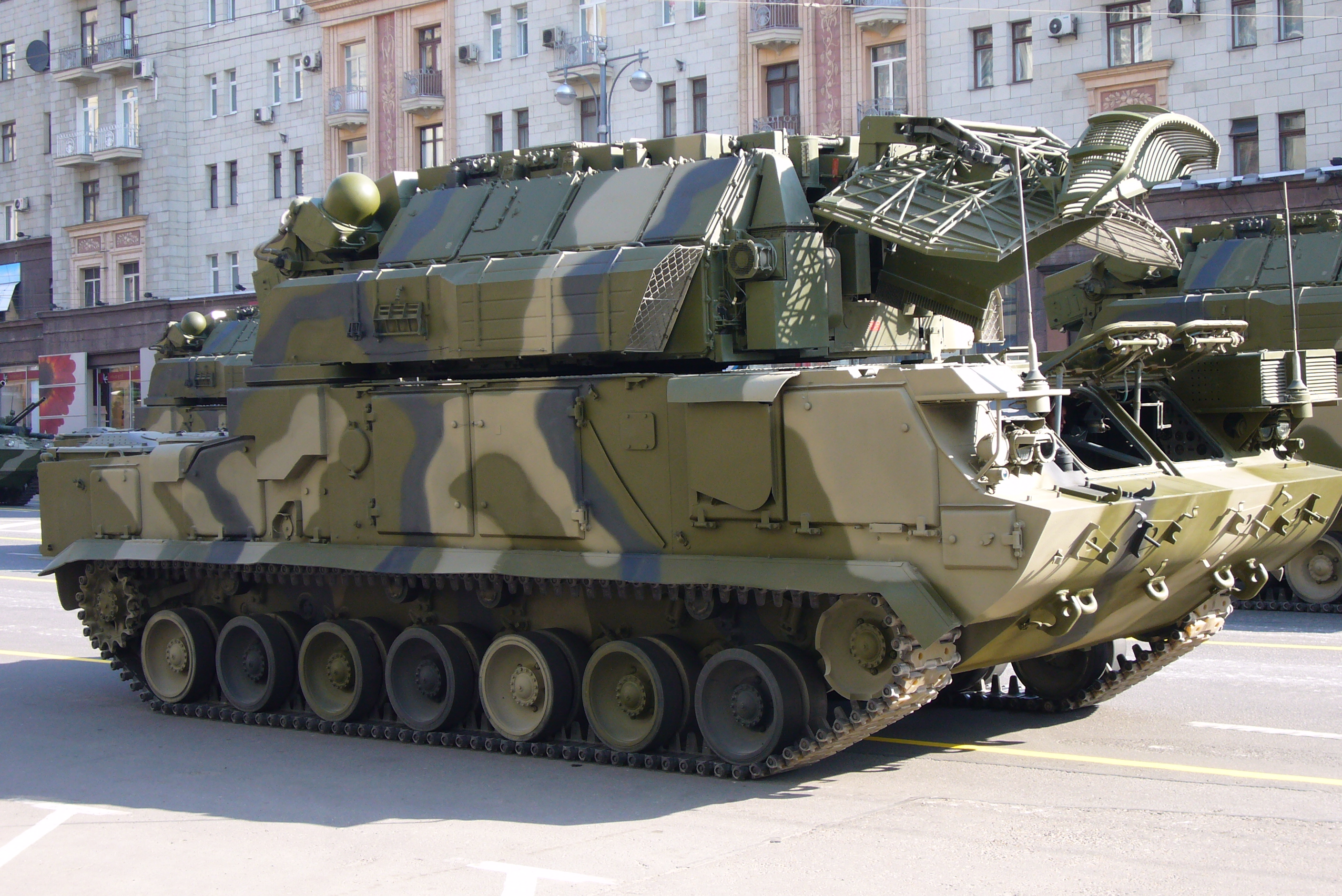
Tor-M1 na podwoziu GM- 5955

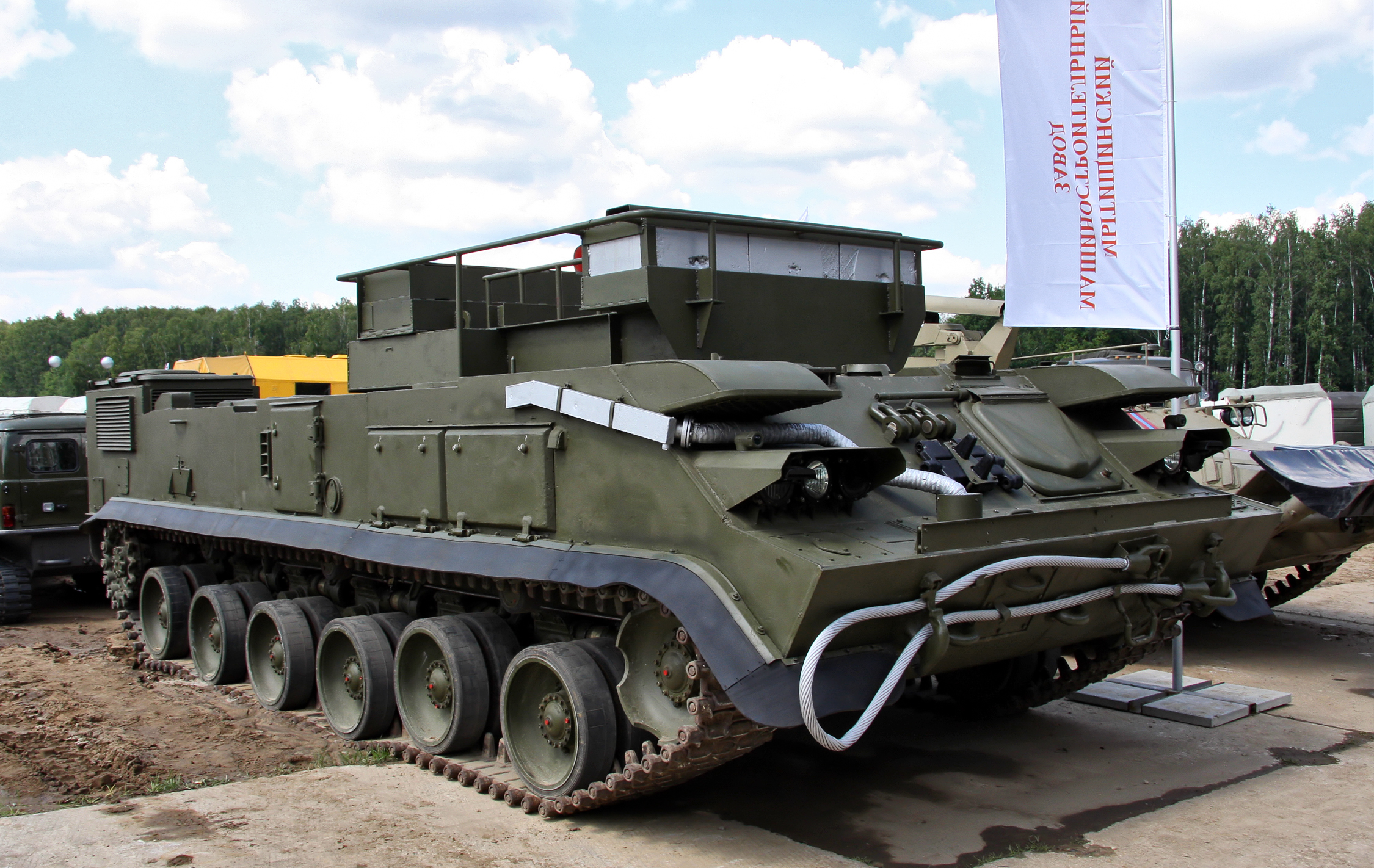
GM-5970, sześciokołowe

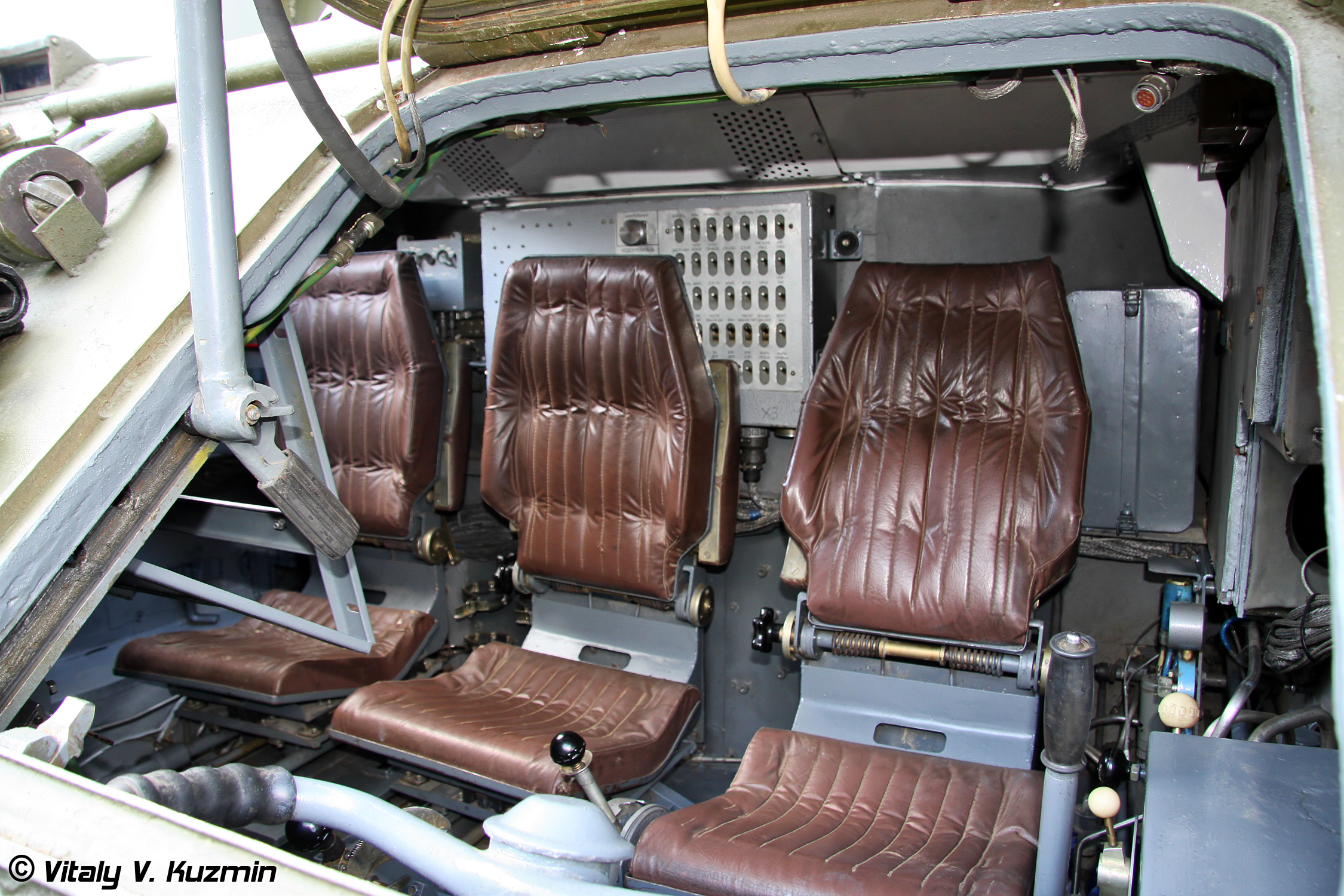
Przedział kierowania

## Dane techniczne podwozia[4]
| Specyfikacja                      |                           |
| Masa podwozia                     | 27000 kg                  |
| Maksymalne obciążenie             | 11500 kg                  |
| Rozstaw osi                       | 5055 mm                   |
| Prześwit                          | 450 mm                    |
| Zasięg na paliwie,                | 500 km                    |
| Warunki pracy:                    |                           |
| Temperatura powietrza             | od -50°C do +50°C         |
| Wilgotność względna przy +35° C   | 98 %                      |
| Zapylenie powietrza podczas ruchu | 2,5 g/m3                  |
| Prędkość maksymalna               | 65 km/h                   |
| Nacisk:                           |                           |
| na powierzchnię                   | nie więcej niż 0,8 kg/cm2 |
| Skrzynia automatyczna             |                           |

## Silnik
Silnik W-46 (ros. B-46) to czterosuwowy 12-cylindrowy, wielopaliwowy, chłodzony cieczą silnik wysokoprężny w kształcie litery V, z bezpośrednim wtryskiem paliwa, z odśrodkową sprężarką układu doładowania mieszanki. Silnik W46 był wynikiem modernizacji jednostek wysokoprężnych typu W-2. Silnik to dwucylindrowa konstrukcja blokowa ułożona w kształcie litery V. W sumie silnik ten ma dwanaście cylindrów pracujących w trybie czterosuwowym, z doładowaniem, wymuszonym chłodzeniem z przepływem powietrza do chłodnicy za pomocą eżektora. Wtrysk paliwa jest bezpośredni, zapłon zmienia się równomiernie co 60 stopni obrotu wału korbowego. Silnik jest podgrzewany przed rozruchem za pomocą kombinowanego obiegu cieczy: wymuszonego i termosyfonowego, natomiast olej i płyn chłodniczy podgrzewane są w zbiornikach, poprzez odprowadzanie gazów z nagrzewnicy PZhD-600. Układ rozruchowy silnika jest zasilany sprężonym powietrzem z cylindrów lub rozrusznikiem elektrycznym z akumulatora lub zewnętrznego źródła zasilania, jako duplikat układu głównego.

### Charakterystyka techniczna silnika W-46
| Moc silnika                                   | 574 (780) kW (KM)         |
| Prędkość obrotowa                             | 2000 obr./min             |
| Rezerwa momentu obrotowego                    | 18 %                      |
| Jednostkowe zużycie paliwa                    | 245 (180) g/kWh (g/KMh)   |
| Waga                                          | 980 kg                    |
| Współczynnik mocy                             | 0,59 (0,80) kW/kg (KM/kg) |
| Średnica cylindra                             | 150 mm                    |
| Skok tłoka w cylindrze                        | 180 mm                    |
| Temperatura rozruchu silnika bez podgrzewania | 5°C                       |
| Dopuszczalne warunki pracy silnika:           |                           |
| Temperatura otoczenia                         | od -40°C do +50°C         |
| Wilgotność względna                           | do 98% przy 20°C          |
| Wysokość nad poziomem morza                   | do 3000 m                 |

## Inne przykładowe typy podwozi

### GM-569[2]
| Specyfikacja              |       |
| Masa podwozia, kg         | 24000 |
| Maksymalne obciążenie, kg | 11500 |
| Rozstaw osi, mm           | 4605  |
| Prześwit, mm              | 450   |
| Zasięg na paliwie, km     | 500   |

### GM-5975[3]
| Specyfikacja              |       |
| Masa podwozia, kg         | 23800 |
| Maksymalne obciążenie, kg | 11500 |
| Rozstaw osi, mm           | 4605  |
| Prześwit, mm              | 450   |
| Zasięg na paliwie, km     | 500   |